# Vadim Iosifovich Mulerman
Vadim Iosifovich Mulerman (tiếng Nga: Вади́м Ио́сифович Мулерма́н; 18 tháng 8 năm 1938 2 tháng 5 năm 2018) là một ca sĩ của Liên Xô và Mỹ, sở hữu chất giọng baritone. Ông đã được phong tặng nhiều danh hiệu, gồm Nghệ sĩ ưu tú CHXHCN Xô viết Liên bang Nga (1978), Nghệ sĩ nhân dân CHXHCN Xô viết Liên bang Nga và Nghệ sĩ ưu tú Ukraina.
Mulerman là người đầu tiên trình bày ca khúc "Khúc côn cầu không dành cho người nhát gan" ("Трус не игра́ет в хокке́й") năm 1968. Bài hát này được xem là bài hát truyền thống của bộ môn thể thao khúc côn cầu trên băng tại Liên Xô.
Năm 1971, Chủ tịch Ủy ban Phát thanh và Truyền hình Nhà nước Liên Xô (Gosteleradio) là Sergey Lapin ngầm tung ra chính sách phân biệt đối xử đối với các ca sĩ gốc Do Thái, vì thế Vadim Mulerman cùng với một số nghệ sĩ khác bị cấm xuất hiện trên truyền hình trên thực tế.
Từ năm 1989, Mulerman di cư sang tiểu bang Florida, Mỹ, thành lập và quản lý một nhà hát nhạc kịch thiếu nhi. Đến năm 2008, ông về sống tại Kharkiv, Ukraina và tiếp tục làm việc trong một nhà hát nhạc kịch trẻ. Ông có tham gia đóng phim Mặt tối của Mặt Trăng (Обратная сторона Луны) và Cánh đồng Nga (Русское Поле).
Mulerman qua đời ngày 2 tháng 5 năm 2018 tại thành phố New York, Mỹ, hưởng thọ 79 tuổi.